# Jason Steadman
Jason Steadman (* 10. April 1972 in Salt Lake City, Utah) ist ein US-amerikanischer Schauspieler und Filmproduzent.

## Leben
Steadman hatte 1990 als Laiendarsteller seine erste Rolle in dem Spielfilm Troll 2, der mittlerweile einen Kultstatus erreicht hat. Erst 2007 folgte in 
The Deaths of Ian Stone seine zweite Filmrolle. In den nächsten Jahren wirkte er ausschließlich als Schauspieler in Kurzfilmen mit und war auch als Produzent für Kurzfilme tätig.
Hauptberuflich arbeitet Steadman als Konzertveranstalter und Leiter eines Veranstaltungszentrums in Salt Lake City. Sein selbstgeschriebenes Lied Nothing Exciting verwendete der US-amerikanische Autor Jason F. Wright in seinem Buch The Wednesday Letters. Die beiden kennen sich durch ihre gemeinsame Mitwirkung im Film Troll 2.

## Filmografie

### Schauspieler
- 1990: Troll 2
- 2007: The Deaths of Ian Stone
- 2010: Breakfast with Edna (Kurzfilm)
- 2010: Manic City: The Blue Streak Legacy (Kurzfilm)
- 2011: Hugs and Kisses (Kurzfilm)
- 2011: Omission (Kurzfilm)
- 2012: The Book Club (Kurzfilm)
- 2012: 7295 (Kurzfilm)
- 2012: Bitter Pill (Kurzfilm)
- 2016: Battleforce 2 – Rückkehr der Alienkrieger (Alienate)

### Produzent
- 2011: Neighbours (Kurzfilm)
- 2011: Omission (Kurzfilm)
- 2012: See (Kurzfilm)